# Orgelpijp (orgel)
Een orgelpijp is het onderdeel van een pijporgel dat de klank verwekt.  Orgelpijpen worden ambachtelijk gemaakt door orgelbouwers of door pijpenmakers, wanneer de orgelbouwer ze niet zelf vervaardigt.  De pijpen, ook wel het pijpwerk genoemd, zijn onder te verdelen in labialen of labiaalpijpen en lingualen of tongpijpen.  Het aantal orgelpijpen in een pijporgel kan variëren van enkele tientallen, bij de kleinste orgels, de portatieven, tot honderdtallen in de kleinere kerkorgels van dorpskerken, tot zelfs duizendtallen bij de grote kathedraal- en concertorgels.

## Materiaal en vervaardiging
Orgelpijpen worden hoofdzakelijk gemaakt uit twee soorten materiaal: uit metaal of hout. Een ander materiaal geeft een andere klankkleur. 
Het orgelmetaal, is meestal een legering van lood en tin.
Idealiter maakt de orgelbouwer zelf zijn orgelpijpen.

### Metalen orgelpijpen
Metalen orgelpijpen worden vervaardigd van tin, lood, koper en ook wel zink.  In sommige gevallen wordt er ook bismut (Bi) en/of antimoon (Sb) in kleine hoeveelheden aan de legering  toegevoegd, bismut om meer glans te bekomen antimoon om de hardheid van de legering te verhogen. Het meest gebruikte materiaal is een legering van tin en lood, dat het zogenaamde 'orgelmetaal' wordt genoemd. De mengverhouding daarvan bepaalt voor een groot deel de klankkleur. Meer tin geeft een heldere klank en meer lood een 'wollige' klank. Een hoog tingehalte veroorzaakt een zilverachtige glans, en zal men daarom veelal voor de frontpijpen gebruiken. In Vlaanderen is een hoog loodhoudende 'orgelstoffe' zeer gebruikelijk in de periode van barok, rococo en post-rococo.
De vervaardiging gebeurt veelal op historisch ambachtelijke wijze.  De metalen worden gesmolten in een grote gietijzeren ketel, de smeltkroes.  Na het bovendrijvend vuil afgeschept te hebben, giet men het vloeibare orgelmetaal in een gietlade, een trechtervormige bak met een spleet onderaan.  De gietlade wordt in een aan snelheid afnemend tempo getrokken over de giettafel: een tafel bespannen met linnen doek (nomex 3) of een zandbed.  Tegenwoordig giet men ook op zeer stevig glas.  Na afkoeling is de plaat orgelmetaal klaar voor verdere bewerking.  Indien de plaat van hoog loodgehalte is, wordt ze omwille van stevigheid gehamerd.  Daarna wordt de plaat op dikte geschaafd en/of gewalst.  De plaat wordt uiteindelijk bestreken met een bolusverf, waarop kan getekend worden.  
De onderdelen van de pijp worden uitgetekend en uitgesneden op de plaat.  De verschillende onderdelen van de pijp worden aan elkaar gesoldeerd (soldeermateriaal = 63% tin (Sn) en 37% lood (Pb)).  Waar de soldeernaad komt, wordt de bolusverf weggeschraapt en met stearine ingestreken. Nadien wordt de bolusverf ( = 2 delen arabische gom, 1½ deel dextrine, 1 deel rode bolus of Engels rood en acht delen krijt) van de pijp met warm water afgewassen.

### Houten orgelpijpen
Naast metalen pijpen worden ook houten orgelpijpen gemaakt.  Het hout geeft een warmere, donkere klank, met meer grondtonen.  Ze worden veelal gebruikt voor de gedekte pijpen en fluitstemmen.  Houten pijpen worden vaak gemaakt van eikenhout.  Soms wordt ook mahonie- en kwalitatief mooi grenenhout gebruikt.
De onderdelen worden eerst gezaagd en geschaafd en vervolgens samengelijmd; ze zijn balkvormig.

## Soorten
Orgelpijpen worden ingedeeld in twee pijpsoorten: de labialen of labiaalpijpen en de lingualen of tongpijpen.

### Labiaalpijpen
Labiaalpijpen zijn genoemd naar hun labium, een Latijns woord dat 'lip' betekent. De bouw ervan is eigenlijk verwant aan de blokfluit: een luchtkolom wordt in trilling gebracht door een windstroom die het labium treft.
Labiaalpijpen kunnen open, gedekt of halfgedekt zijn. De open pijpen zijn aan de bovenkant niet afgesloten. Bij metalen pijpen hebben de gedekte pijpen een 'hoed', bij houten gedekten een 'stop'. Halfgedekte pijpen zijn niet helemaal gesloten en hebben op hun hoed nog een opening, zoals bij het register van de roerfluit, met een klein buisje op de hoed.

### Tongpijpen
Tongpijpen of linguaalpijpen hebben een tongetje dat de luchtkolom tot trilling brengt in een 'keel' of 'lepel', die zich in de 'voet' of 'stevel' van de pijp bevindt.  Boven op de voet van de tongpijp staat de schalbeker die de toon versterkt.  Diverse bekervormen brengen diverse klankkleuren voort.  Registerbenamingen die we hier aantreffen zijn o.a. 'Trompet', 'Clairon', 'Hobo', 'Kromhoorn', etc.

## Toonhoogte
Evenals bij de fluitfamilie ontstaat de klank van een orgelpijp doordat de corpuskolom (de luchtkolom in de pijp) in trilling wordt gebracht. Bij een fluit wordt de toonhoogte gekozen door meer of minder vingergaten af te dekken, waardoor de lengte van de corpuskolom groter of kleiner en de toon dus lager of hoger wordt. Omdat dit bij een orgel niet mogelijk is, moet men - voor elk sprekend register - per toon minimaal één pijp bouwen.

## Mensuur
Net zoals de lengte is vastgelegd voor iedere toonhoogte is dit ook het geval voor de inwendige diameter en - voor de labialen (lippijpen) - de breedte van het labium (de scherpe bovenrand van het venster onderaan de voorzijde van de pijp) en de opsnede (de hoogte van het venster). Alle maten en dikten liggen vast in mensuurtabellen, waardoor toonhoogte, model en karakter van elke pijp zijn vastgelegd.

## Onderdelen en werking van een labiaalpijp
De pijpvoet moet stevig genoeg zijn om het gewicht van de pijp te kunnen dragen. 
De metalen pijpen hebben een naar onderen taps toelopende holle voet. Deze is van boven bijna geheel afgesloten door de kern. Dat is een rond plaatje orgelmetaal, dat vooraan - recht onder het labium - een spleetvormige opening vrijlaat - de kernspleet - en de ruimte in de voet scheidt van de corpuskolom.
Houten pijpen hebben uiteraard een houten kern. De voet van een houten pijp bestaat uit een stukje doorboord rondhout, dat in de bodem van de pijp is gelijmd. De kamer (de ruimte tussen de kern en de bodem) wordt aan de voorkant afgesloten door een dekseltje, dat voorslag wordt genoemd.
Onderaan is de voet open om de wind te kunnen toelaten. Die kan dan alleen nog maar ontsnappen via de kernspleet. Hierdoor ontstaat de windstrook (een lintvormige luchtstroom) die gebroken wordt door het labium. De wervelingen, die daarbij ontstaan, brengen de corpuskolom in trilling, waardoor de klank ontstaat.

## Opstelling van de pijpen in het orgel
Om de pijpen op de windlade rechtop te houden, worden de kleinste in een pijpenrooster geplaatst. De grotere pijpen worden op een geschikte hoogte vastgezet aan een steunbalk.
Bij kleine orgels worden de pijpen als regel chromatisch op de windlade geplaatst (C - Cis - D - Dis - E - F - Fis - G etc.).
Bij grote(re) orgels worden de pijpen doorgaans in hele toonafstanden op de windladen geplaatst. Ter wille van de symmetrie van de orgelkas maakt men dan een C-lade (met daarop van links naar rechts: C – D – E – Fis – Gis - Ais - c) en een Cis-lade (met daarop van rechts naar links: Cis – Dis – F – G – A - B - cis). Daardoor staan de langste pijpen aan de buitenzijden van de kas en de kortste in het midden. Dat heeft als voordeel, dat de afstand, die de wind in de windlade moet afleggen, aanmerkelijk wordt bekort.